# Чижикова, Людмила Николаевна
Людмила Николаевна Чижикова (род. 1925) — советский и российский учёный, историк-этнограф, доктор исторических наук (1990), профессор (1989). Лауреат Государственной премии Российской Федерации в области науки и техники (1992).

## Биография
Родилась 6 июля 1925 года в городе Молога, Ярославской области.
В 1949 году окончила кафедру этнографии исторического факультета Московского государственного университета. 
С 1949 по 1953 года училась в аспирантуре, после чего защитила кандидатскую диссертацию на соискания учёной степени кандидата исторических наук: на тему «Народное жилище Верхнего Поволжья».
С 1953 по 2003 годы работала в Институте этнологии и антропологии АН СССР — РАН: с 1953 по 1974 годы — младший научный сотрудник, с 1974 по 1992 годы — старший научный сотрудник, с 1992 по 2003 годы — ведущий научный сотрудник ИЭА РАН.  
В 1990 году защитила докторскую диссертацию на тему: «Русско-украинское пограничье: история и судьбы традиционно-бытовой культуры». Л. Н. Чижикова участник многих международных, всесоюзных и российских конгрессов, конференций и симпозиумов. С 1995 года являлась членом Диссертационного совета по археологии и этнографии Московского государственного университета.
Сферой научных интересов Л. Н. Чижиковой была история и этнография славянских народов, история и этнография русского народа, история материальной культуры, семья и брак, история и современное состояние жилища восточных славян и русской народной одежды, этнокультурные особенности южнорусского населения, проблемы этнического и культурного развития русских и украинцев в районах этноконтактного расселения. С 1951 по 1993 годы Л. Н. Чижикова участвовала в многочисленных научных экспедициях по сбору материалов для историко-этнографических трудов. Л. Н. Чижикова своими учителями в науке считала профессоров — Н. Н. Чебоксарова и Г. С. Маслову.   

## Основные труды
- Чижикова Л. Н. Социалистические преобразования в быту и культуре колхозного крестьянства Кубани: Материал для обсуждения на Сессии по истории советского крестьянства и колхозного строительства в СССР / Л. Н. Чижикова ; Ин-т истории Акад. наук СССР. Науч. совет по проблеме "История соц. и ком. строительства в СССР". - Москва : 1961 г. — 31 с.
- Чижикова Л. Н. Русские: Ист.-этногр. атлас : Из истории рус. нар. жилища и костюма : (Украшение крестьянских домов и одежды). Середина XIX - начало XX в. / Под ред. П. И. Кушнера (отв. ред.) и др. ; [АН СССР. Ин-т этнографии им. Н. Н. Миклухо-Маклая]. - Москва : Наука, 1970 г. — 206 с.
- Чижикова Л. Н. Русско-украинское пограничье : история и судьбы традиционно-бытовой культуры XIX—XX века / Л. Н. Чижикова; Отв. ред. К. В. Чистов; АН СССР, Ин-т этнографии им. Н. Н. Миклухо-Маклая. - М. : Наука, 1988 г. — 256 с. — ISBN 5-02-009953-8
- Чижикова Л. Н. Материалы к серии "Народы и культуры" / Российская акад. наук, Ин-т этнологии и антропологии им. Н. Н. Миклухо-Маклая. - Москва : ИЭА РАН, Вып. 9: Украинцы. кн. 1. Историко-этнографический очерк традиционной культуры / Л. Н. Чижикова. - Москва : ИЭИА РАН, 1992 г. — 170 с.

### Публикации
- Чижикова Л. Н. Архитектурные украшения русского крестьянского жилища // Русские. Историко-этнографический атлас. М., 1970. С. 7-61;
- Чижикова Л. Н. Украинцы. Материалы к серии «Народы и культуры». Вып. IX. Кн. 1. М., 1992. 170 с.;
- Чижикова Л. Н. Введение // Кубанские станицы. Этнические и культурно-бытовые процессы на Кубани. М., 1967. С. 3-17;
- Чижикова Л. Н. История заселения Кубани и современный этнический состав населения // Кубанские станицы. Этнические и культурно-бытовые процессы на Кубани. С. 17-37;
- Чижикова Л. Н. Занятия населения // Кубанские станицы. Этнические и культурно-бытовые процессы на Кубани. С. 55-103;
- Чижикова Л. Н. Поселения и жилища // Кубанские станицы. Этнические и культурно-бытовые процессы на Кубани. С. 103-148;
- Чижикова Л. Н. Семья и семейный быт // Кубанские станицы. Этнические и культурно-бытовые процессы на Кубани. С. 188-233;
- Чижикова Л. Н. Заключение // Кубанские станицы. Этнические и культурно-бытовые процессы на Кубани. С. 349-355;
- Чижикова Л. Н. Введение // Традиционное жилище народов России: XIX — начало XX в. М., 1997. С. 3-11;
- Чижикова Л. Н. Жилище восточнославянских народов // Традиционное жилище народов России: XIX — начало XX в. С. 11-60;
- Чижикова Л. Н. Заключение // Традиционное жилище народов России: XIX — начало XX в. С. 380-394;
- Чижикова Л. Н. Русские поселения // Русские. М., 1997. С. 211-235 (Серия «Народы и культуры»);
- Чижикова Л. Н. Жилая, хозяйственная и общественная застройка // Русские. М., 1997. С. 251-296 (Серия «Народы и культуры»)
- Чижикова Л. Н. Особенности этнокультурного развития русских в районах их смешанного расселения с украинцами // Расы и народы. М., 1998. Вып. 25. С. 5-45;
- Чижикова Л. Н. Этнокультурная история южнорусского населения // ЭО. 1998. № 5. С. 27-44.

## Награды
- Государственная премия Российской Федерации в области науки и техники (1992)